# Arvils Ašeradens
Arvils Ašeradens, né le 30 décembre 1962 à Riga, est un homme politique letton membre d'Unité. Depuis décembre 2022, il est ministre des Finances. 
Il est ministre des Affaires économiques entre le 11 février 2016 et le 23 janvier 2019.

## Biographie

### Formation et vie professionnelle
Il est diplômé en géographie de l'université de Lettonie en 1986. Il devient ensuite photographe de presse, puis journaliste. Entre 1992 et 2009, il est président du conseil du journal Diena.

### Engagement politique
Il adhère en 2010 à l'Union civique (PS) et se présente aux élections législatives du 2 octobre sur une liste de la coalition Unité, dont la PS fait partie. Il est alors élu député à la Diète. En juillet 2011, Unité se transforme en partie dont il devient adhérent.
Au cours des élections législatives anticipées du 17 septembre 2011, il échoue à se faire réélire. Il retrouve un mandat parlementaire le 3 novembre 2011, après qu'Artis Pabriks a été nommé ministre. Il est en outre désigné secrétaire parlementaire au ministère du Bien-être social. N'ayant pas été réélu à l'occasion des élections législatives du 4 octobre 2014, il devient secrétaire parlementaire du ministère des Finances.
Le 11 février 2016, Arvils Ašeradens est nommé vice-Premier ministre et ministre des Affaires économiques dans le gouvernement de coalition de centre-droit de l'écologiste Māris Kučinskis.